# یواس‌اس ال‌اس‌تی-۶۶۲
یواس‌اس ال‌اس‌تی-۶۶۲ (به انگلیسی: USS LST-662) یک کشتی بود که طول آن ۳۲۸ فوت (۱۰۰٫۰ متر) بود. این کشتی در سال ۱۹۴۴ ساخته شد.